# Деян Златічанін
Деян Златічанін (Dejan Zlatičanin; нар. 24 квітня 1984) — чорногорський боксер-професіонал. Колишній чемпіон світу в легкій вазі (версія WBC, 2016 —2017).

## Аматорська кар'єра

### Чемпіонат світу 2003
Виступав у легкій вазі (до 60 кг). У 1/32 фіналу програв білорусу Антону Максимову.

### Чемпіонат Європи 2004
Виступав у легкій вазі (до 60 кг). У 1/16 фіналу програв турку Айдин Сельчук.

### Чемпіонат Європи 2006
Виступав у напівлегкій вазі (до 57 кг). У першому раунді змагань переміг шотландця Джейсона Хасті. У чвертьфіналі програв болгарину Олексію Шайдуліну.

## Професіональна кар'єра
Дебютував на професійному рингу 3 травня 2008, здобувши перемогу за очками.
13 квітня 2013 переміг за очками колишнього претендента на титул чемпіона світу в 1-ій напівсередній вазі росіянина Петра Петрова.
27 червня 2014 переміг за очками екс-чемпіона світу у двох вагових категоріях британця Рікі Бернса.
13 червня 2015 року нокаутував у 4-му раунді українця Івана Редкача. Завдяки цій перемозі Деян став офіційним претендентом на титул чемпіона світу в легкій вазі за версією WBC.
У 2016 році Деян повинен був зустрітися з чемпіоном світу в легкій вазі за версією WBC венесуельцем Хорхе Лінаресом. Однак Лінарес отримав травму, і бій був скасований. WBC призначила бій за титул тимчасового чемпіона між Златічаніном і італійцем Еміліано Марсілі. Італієць відмовився від бою через травму. Новим суперником чорногорця став болівієць Франклін Мамані. 7 червня WBC повідомила, що в бою між Златічаніном і Мамані на кону буде стояти повноцінний титул. Чорногорець здобув 11 червня 2016 року перемогу технічним нокаутом у 3-му раунді і став чемпіоном світу за версією WBC.
28 січня 2017 року зустрівся з Мігелем Гарсією. У 3-му раунді Гарсія відправив Златічаніна в важкий нокаут ударом справа і завоював титул чемпіона світу в легкій вазі за версією WBC.

## Цікаві факти
- Перший представник Чорногорії, який став чемпіоном світу з професійного боксу.